# Harman/Kardon

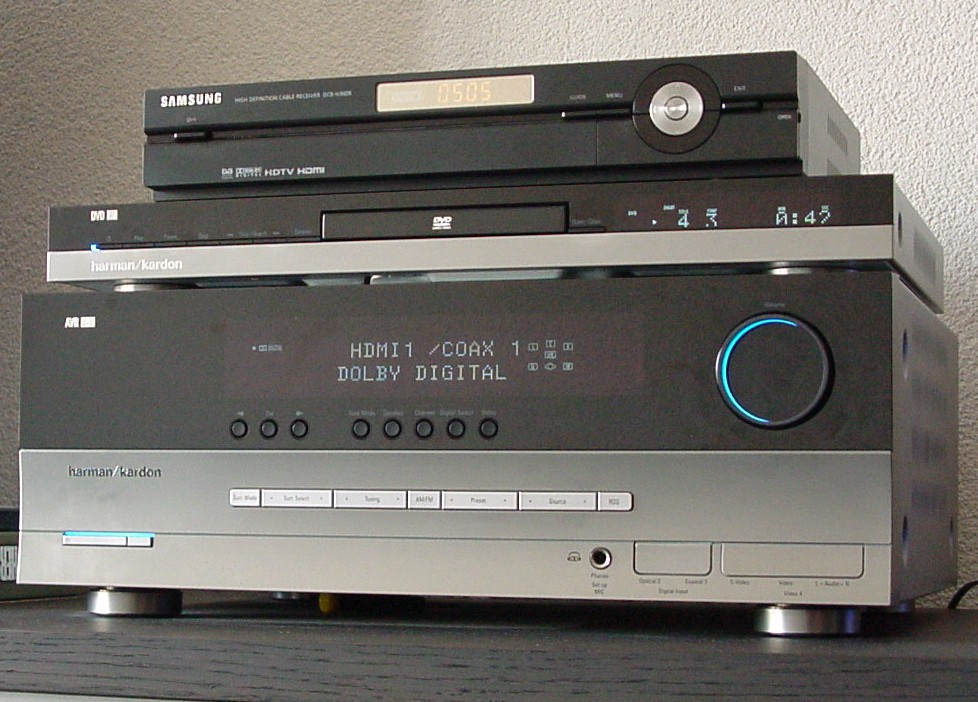
Harman/Kardon AVR 245, DVD 37 en Samsung DCB H360R

Harman/Kardon is een Amerikaanse onderneming die in handen is van moederbedrijf Harman International Industries dat een dochteronderneming is van de Zuid-Koreaanse tech-gigant Samsung. Het bedrijf ontwerpt en produceert audio-apparatuur voor voertuigen en thuisgebruik.

## Geschiedenis
Harman/Kardon werd in 1953 opgericht door Sidney Harman en Bernard Kardon te New York. Het bedrijf was de eerste onderneming die een FM-tuner, versterker en luidsprekers in één apparaat samenbracht, de Festival D1000-ontvanger. In 1956 trok Kardon zich terug uit het bedrijf, maar de naam bleef gehandhaafd. Harman kocht het aandeel van Kardon over en bleef verder werken.
In 1958 produceerde Harman/Kardon de eerste stereo-versterker ter wereld: de Festival TA 230.

## Producten
Harman/Kardon levert audio-apparatuur voor voertuigen van BMW, Land Rover, Mini, Mercedes-Benz, SAAB, Harley-Davidson, Volvo, Subaru, Toyota en Volkswagen. Verder produceert het bedrijf design-computerluidsprekers. Eveneens behoren dockingstations voor de iPod tot het assortiment en audio-componenten voor thuisgebruik zoals AV-receivers, luidsprekers, versterkers, cd-spelers, DAB-tuners, stereo-ontvangers, Blu-ray en dvd-spelers en Digital Media Centers.